# Enzephalozele

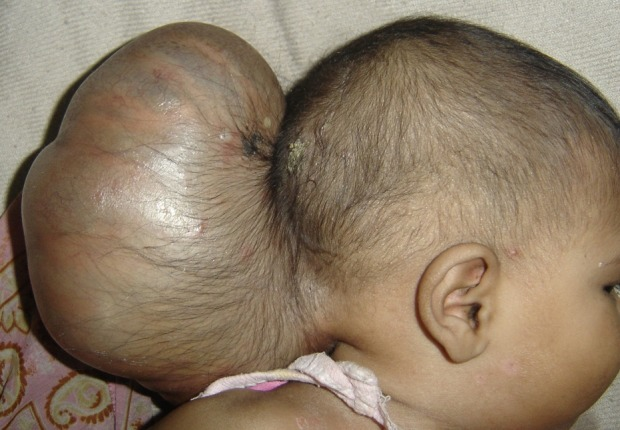
Neugeborenes mit großer Enzephalozele am Hinterkopf

Enzephalozele (Synonyme: Hernia cerebri, Hirnbruch, äußerer Hirnprolaps) bezeichnet eine Hemmungsfehlbildung mit fehlerhafter Gehirnanlage oder medianer Schädellücke (an Nasenwurzel, Stirn, Schädelbasis, Hinterkopf), durch die sich Hirnteile nach außen vorwölben, und zwar ohne Beteiligung der Hirnliquorräume (Kenenzephalozele) oder mit Hirnventrikelanteilen (entspricht auch Enzephalozystozele), häufig einschließlich eines Hirnhautsackes (Enzephalozystomeningozele). Das Wort ist zusammengesetzt aus altgriechisch ἐνκέφαλος enképhalos, deutsch ‚Gehirn‘ und der Endung -zele.

## Vorkommen
Die Häufigkeit wird mit 1 bis 3 auf 10000 Geburten angegeben. 80 % sind am Hinterhaupt (okzipital), 20 % parietal oder frontobasal lokalisiert. Erstmals in der Fachliteratur mitgeteilt wurde eine Enzephalozele im 18. Jahrhundert von Johann Friedrich Christian Corvinus.

## Im Rahmen von Syndromen
Bei einigen Syndromen kann eine Enzephalozele als wesentliches Merkmal auftreten:
- Amniotisches-Band-Syndrom
- Dyssegmentale Dysplasie
- Fraser-Syndrom
- Frontonasale Dysplasie
- Joubert-Syndrom
- Knobloch-Syndrom
- Kokain-Embryopathie
- Letal okzipitale Enzephalozele-Skelettdysplasie-Syndrom[10]
- Meckel-Gruber-Syndrom
- Roberts-Syndrom
- Von-Voss-Cherstvoy-Syndrom[11]
- Walker-Warburg-Syndrom (Chemke-Syndrom)
- Warfarin-Embryopathie

## Diagnostik
Die Ausstülpung mitsamt knöchernem Defekt kann sonographisch und durch Magnetresonanztomographie bereits pränatal nachgewiesen werden.

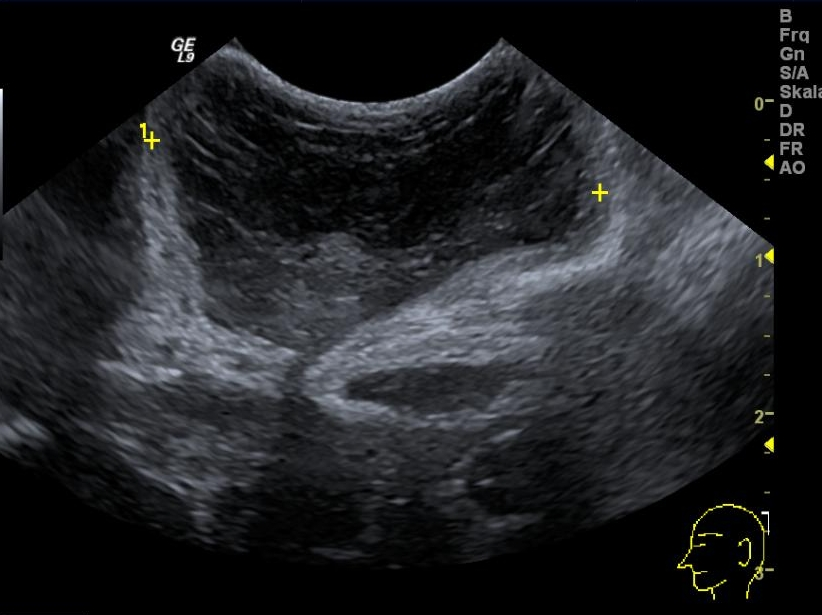
Sonographie einer okzipitalen Zele mit Darstellung eines kleinen knöchernen Defektes und Verbindung ins Schädelinnere

## Therapie
Die Therapie besteht seit dem 19. Jahrhundert im Verschluss der Hirnhäute, bei kleiner Enzephalozele durch Abtragung an der Basis und Verschluss durch Faszienplastik, bei großen Zelen Rückverlagerung einschließlich plastischer Schädeldefektdeckung. Die Reposition von sich durch große Lücken vorwölbendem funktionsfähigem Nervengewebe gelingt selten, meist wird das fehlgebildete Gewebe abgetragen.
Dringlich ist die Operation nur bei einer Liquorfistel wegen Infektionsgefahr oder kombinierter Störung der Liquorzirkulation, neurologische Defizite werden operativ nicht gebessert.